# Крог, Ханне
Ханне Крог (Ханне Крог, норв. Hanne Krogh, полн. имя Ханне Крог Сундбё (норв. Hanne Krogh Sundbø); род. 24 января 1956 в Хёугесунне, Норвегия) — норвежская певица, солистка групп Bobbysocks и Just4Fun, представительница Норвегии на конкурсах песни Евровидение 1971, 1985 и 1991. В 1985 в составе дуэта Bobbysocks стала победительницей этого конкурса.

## Карьера
Свой первый сингл певица записала в 1970, когда ей было всего 14 лет. В следующем году юная исполнительница становится победительницей «Melodi Grand Prix», получив возможность представить свою страну на конкурсе песни Евровидение-1971. Тогда выступление прошло не очень удачно: конкурсная композиция «Lykken er…» (рус. Счастье это...) заняла лишь семнадцатую (предпоследнюю) позицию, набрав 65 очков. Однако через 14 лет, выступая в составе дуэта Bobbysocks, певица занимает первое место с результатом 123 балла, исполнив песню «La det swinge». На данный момент этот результат является одним из самых лучших за историю участия Норвегии на Евровидении (вместе с Secret Garden в 1995 и Александром Рыбаком в 2009). В 1991 певица снова принимает участие в Евровидении (на этот раз в составе коллектива Just4Fun), но уже менее удачно, заняв только семнадцатое место с песней «Mrs. Thompson».
На данный момент Ханне выпустила 19 альбомов и более 30 синглов.
Является матерью известного игрока в покер Сверре Крога Сундбё.

## Дискография

### Альбомы
- Hanne Krogh (1978)
- Nærbilde (1980)
- Alene (1982)
- Nordens varkeste (1982)
- Under Somme Sol (1983)
- Julens varkeste (1984)
- Copacabana (1984)
- Hanne (1989)
- Ta Meg Til Havet (1992)
- Prøysens Barnesanger (1995)
- JudestJerner (1996)
- Reisen Til den Levende Parken (1997)
- Vestavind (1998)
- Egners Barnesanger (1999)
- God Jul! (2000; переиздавался в 2001 и 2006)
- Sanger fra Barnas Skattkammer (2002)
- Ved Juletid (2002)
- Hannes varkeste Julesanger (2009)

### Синглы
- Lukk opp min dør (1970)
- (Det er som om) jeg var på kino (1970)
- Lykken er (1971)
- Peter Pan (1971)
- Jeg ønsker meg en hvalp (1972)
- Jeg er en tamburmajor (1972)
- Hei, hva har du gjort med lille meg (1972)
- Nå er allting så skjønt (1972)
- Lyckan é… (1973)
- Tschiep, Tschiep hab´ mich lieb (1973)
- Glück (1973)
- Vi vil jo gjerne leve litt imellom (1973)
- Du gir lys til mitt liv (1978)
- Copacabana (1978)
- Bare vent og se (1979)
- Rare Lina (1979)
- Høstvise (1980)
- Jeg er fri (1980)
- Dansevise (1983)
- Det er tent et lys (1989)
- Kom hit (1989)
- Gi meg ikke din styrke (1989)
- Vakker når du sover (1989)
- La det swinge (1990)
- Jeg kan se en stjerne falle (1993)
- Ikke gi deg jente (1993)
- En by ved havet (1993)
- Leve mens jeg gjør det (1994)
- Amandus Dokkemann (1997)
- Sommerdrøm (1998)
- Du bærer mitt hjerte i dine hender (1999)
- Sledeturen (2000)

### Сборники
- Hanne Krogh — Home’s Musikk (1980)
- Hanne Krogh — 40 Beste (1994)